# Джон Сертіс
Джон Сертіс, OBE (англ. John Surtees); 11 лютого 1934 — 10 березня 2017) — британський мото- і автогонщик, єдиний у світі переможець дво- та чотириколісних чемпіонатів: семиразовий чемпіон світу з шосейно-кільцевих мотоперегонів MotoGP, тричі у класі 350cc (1958—1960) та чотири рази у 500cc (1956 та 1958—1960), шестикратний переможець перегонів Isle of Man TT, чемпіон автоперегонів у класі Формула-1 (1964), перший чемпіон канадо-американської серії Can-Am; переможець 12 годин Себринга (1963) та 1000 км Нюрнбургринга (1963, 1965); учасник гонок на витривалість 24 години Ле-Ману, американського чемпіонату Champ Car (1967), найстарішої гонки спортпрототипів Targa Florio (1963), International Trophy британського автоклубу (1972) та Формули-2 (1967—1968, 1972); власник команди Формули-1 Team Surtees у 1970—1978 роках; один із засновників організації «Racing Steps Foundation», що підтримує гонщиків молодіжних серій; колишній президент «Tourist Trophy Riders Association»; офіцер Ордену Британської імперії (з 2008).

## Біографія

### Молоді роки
Джон Сертіс народився 11 лютого 1934 року у селищі Татсфілд, що в графстві Суррей на півдні Англії в родині триразового чемпіона Британії з перегонів для мотоциклів з коляскою Джека Сертіса. Згодом у Джона з'явилися молодші брат і сестра. Під час війни будинок Сертісів був зруйнований, а родина потрапила в евакуацію. Там малий Джон вперше побачив мотоцикли на сторінках журналів. А у 1945 вперше був присутній на справжній мотогонці. Це відбулось у Кадвелл Парку, куди дітей привіз батько. Того ж року Сертіс-старший відкрив крамницю з продажу мотоциклів у Південному Лондоні. Джон у вільний час допомагав батьку та ганяв на старому велосипеді по периметру траси Брендс-Гетч.
У 1948-му він вперше взяв участь у перегонах як пасажир. Джек Сертіс узяв його в коляску свого Нортона на перегонах Trent Park Speed Trials у північній частині Лондона. Цей дует і переміг, але їх відразу дискваліфікували, оскільки молодший член команди ще не досяг «гоночного» віку.

Перша гонка власне Сертіса-молодшого відбулась у п'ятнадцять років біля селища Ітон Брей. Його «залізним конем» був 500-кубовий Excelsior B14-J.A.P. Як каже сам гонщик:
Я тоді падав на кожному повороті. Думаю, того дня я встановив рекорд з падінь.
У 16 Джон залишив школу і став учнем інженера у компанії «Vincent», що випускала мотоцикли. Десь у той же час він пересів на Triumph Tiger 70 з двигуном у 249 см³, який він придбав у Гарольда Деніела, відомого мотогонщика того часу, за 8 чи 9 фунтів. На ньому він ганявся по трав'яним трасам.

### Кар'єра у мотоспорті
У 1950 році Джон взяв участь у своїй першій шосейній гонці в Брендс-Гетч. Гонщик називає її початком своєї кар'єри. Наступного року він зібрав собі Vincent і поступово став перемагати. Його першою гонкою в офіційному чемпіонаті світу з шосейно-кільцевих мотогонок стало Гран-Прі Ольстеру 1952 року. Тоді Сертіс виступав на 500-кубовому мотоциклі Norton, фінішувавши у гонці шостим, заробивши одне очко. Через два роки, у 1955, на цьому Гран-Прі він здобув перемогу, виступаючи на мотоциклі NSU в класі 250cc. Через фінансові проблеми у «Norton», Джон пристав на пропозицію відомої італійської команди MV Agusta. У її складі він виграв сім чемпіонатів MotoGP у період з 1956 по 1960 рік в класах 350сс та 500сс.

## Нагороди та вшанування
У 1996 році Джон Сертіс був введений у Міжнародний Зал слави мотоспорту. У 2003 році він був включений Міжнародною мотоциклетною федерацією у Зал слави MotoGP.
Будучи кавалером ордену Британської імперії (MBE), у 2008 році Сертіс був підвищений до рангу офіцера цієї нагороди (OBE). У 2011 році в Англії була складена петиція з вимогою
звести Джона у дворянство, під якою підписалось понад 10,5 тисяч чоловік, проте наразі цього не сталось.

## Статистика виступів

### у MotoGP

#### В розрізі сезонів
| Сезон  | Клас   | Мотоцикл  | Гонки | Пер | Под | НК | Очки | Місце |
| ------ | ------ | --------- | ----- | --- | --- | -- | ---- | ----- |
| 1952   | 500cc  | Norton    | 1     | 0   | 0   | 0  | 1    | 18    |
| 1955   | 250cc  | NSU       | 1     | 1   | 1   | 1  | 8    | 7     |
| 1955   | 350cc  | Norton    | 3     | 0   | 2   | 0  | 11   | 6     |
| 1956   | 350cc  | MV Agusta | 2     | 1   | 2   | 0  | 14   | 4     |
| 1956   | 500cc  | MV Agusta | 3     | 3   | 3   | 2  | 24   | 1     |
| 1957   | 350cc  | MV Agusta | 1     | 0   | 0   | 0  | 3    | 10    |
| 1957   | 500cc  | MV Agusta | 3     | 1   | 2   | 0  | 17   | 3     |
| 1958   | 350cc  | MV Agusta | 6     | 6   | 6   | 5  | 32   | 1     |
| 1958   | 500cc  | MV Agusta | 6     | 6   | 6   | 5  | 32   | 1     |
| 1959   | 350cc  | MV Agusta | 6     | 6   | 6   | 5  | 32   | 1     |
| 1959   | 500cc  | MV Agusta | 7     | 7   | 7   | 6  | 32   | 1     |
| 1960   | 350cc  | MV Agusta | 4     | 2   | 4   | 3  | 22   | 1     |
| 1960   | 500cc  | MV Agusta | 6     | 5   | 6   | 6  | 32   | 1     |
| всього | всього | всього    | 49    | 38  | 45  | 34 | 260  |       |

## Досягнення
- У списку 40-ка найкращих мотогонщиків усіх часів за версією Міжнародної мотоциклетної федерації Джон Сертіс займає 12-те місце.[13]